# Zorro domesticado ruso
El zorro domesticado ruso es la forma domesticada de zorro plateado vendida con el nombre de «zorro de Siberia» e iniciada a través de selección artificial por el científico ruso Dmitri Beliáyev desde 1959; hoy continuada por Lyudmila Trut en el Instituto de Citología y Genética de Novosibirsk. Estos zorros se muestran más dóciles y tienen rasgos típicamente caninos.

## Experimentación inicial

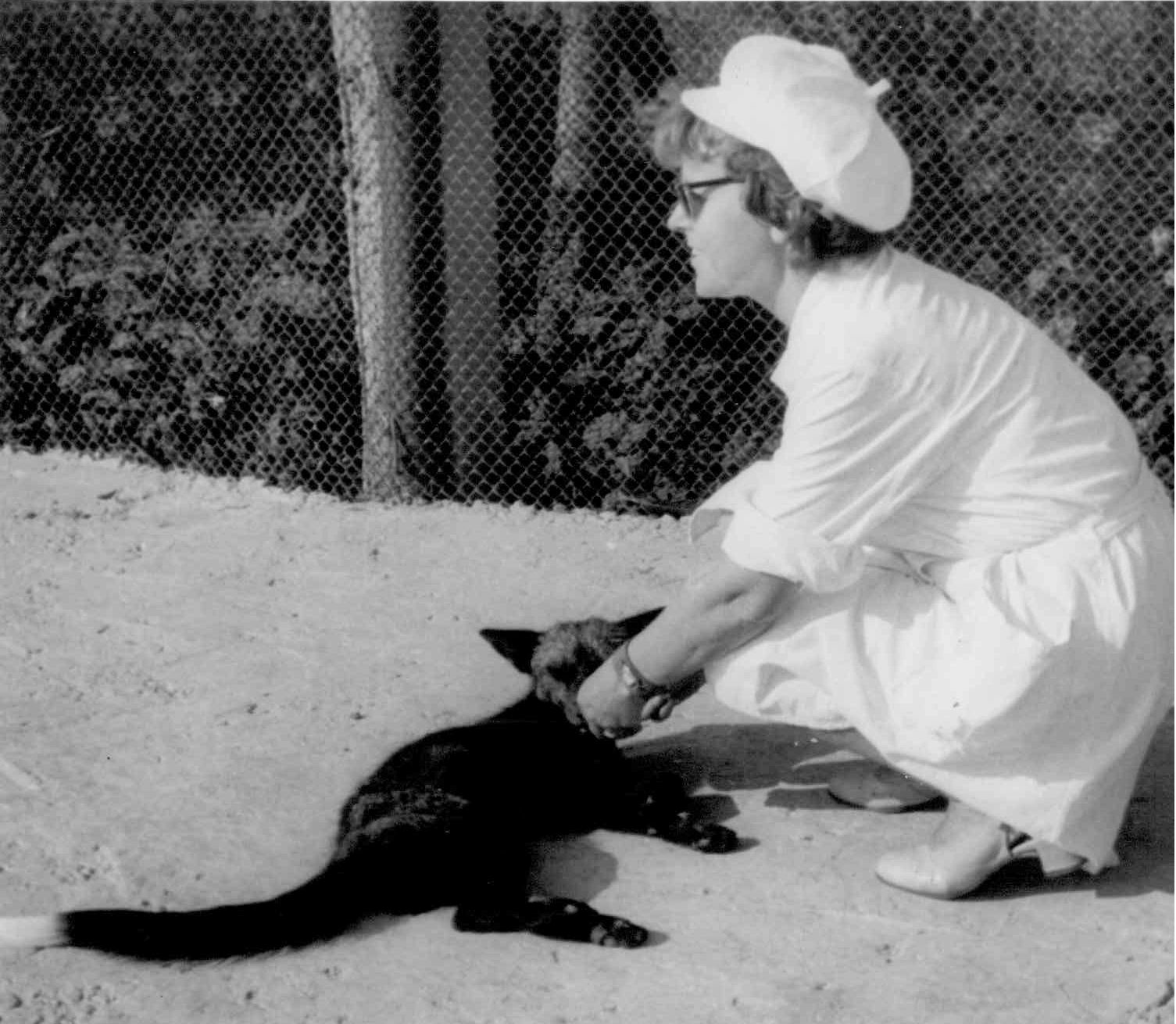
Lyudmila Trut con un zorro domesticado

El experimento lo llevaron a cabo científicos interesados en el tema de la domesticación y el proceso por el que el lobo se había convertido en perro y observaron cómo se mantenían rasgos juveniles en adultos tanto morfológicos como comportamentales. 
En un tiempo donde el centralizado control político en campos de la genética y la agricultura promovía el lysenkoísmo, el compromiso de Beliáyev con la genética clásica le había costado su empleo como jefe del Departamento de Crianza de Animales de Peletería en Moscú en 1948. Y durante los años 1950, continuó sus estudios de fisiología animal, Beliáyev creía que el factor clave para la selección en domesticación no era el tamaño o la reproducción, sino la docilidad.
Ya que la conducta radica en la biología, la selección del dócil y no agresivo significa seleccionar para cambios fisiológicos en sistemas que rigen las hormonas y la neuroquímica corporales. Beliáyev decidió testar su teoría domesticando zorros, en particular zorros plateados.
Los científicos rusos consideran que esta selección para la domesticación imita la selección natural que habría ocurrido con los perros y otros animales, y hoy día estos científicos poseen varios zorros domesticados a partir de antepasados salvajes, que muestran no solo cambios conductales sino también morfológicos en muy pocas generaciones que algunos científicos relacionan con menores niveles de adrenalina. Esto indicaría que la selección domesticadora se relacionaría con otros rasgos perrunos como la curvatura del rabo y un estro cada seis meses en vez de anual como resulta de pleiotropía. Un estudio similar se realizó en Dinamarca con visón americano.

## Estado actual del proyecto
Tras la caída de la Unión Soviética, el proyecto ha afrontado varios problemas de financiación; en 1996 había 700 zorros domesticados, mientras que en 1998 solo quedaban 100. En agosto de 2016 habían 270 hembras y 70 machos.
Hoy día el proyecto se sufraga también vendiendo zorros como mascotas.
Un artículo sobre diferencias génicas entre dos poblaciones de zorros publicado en Current Biology,  describe una experiencia donde con la ayuda de chips de ADN,  la expresión diferencial de genes se ha estudiado en tres grupos: zorros domesticados, zorros no domesticados pero criados en la misma granja y zorros salvajes. Cuarenta genes difieren entre los dos primeros grupos, y 2700 entre estos dos grupos y el de zorros salvajes, pero el estudio no especifica sus implicaciones funcionales.
Otro estudio de publicado en Behavior Genetics presenta un sistema de medición comportamental del zorro que esperan que sea útil para establecer un rastreo de los QTL.

La escultura "Dmitriy Belyaev y zorro domesticado" fue construida cerca del instituto de la citología y de la genética (Novosibisrk) en el honor del 100º aniversario del nacimiento de Dmitry Konstantinovich Belyaev. El zorro domesticado da al científico una pata y menea la cola. Konstantin Zinich, escultor (Krasnoyarsk): "La filosofía de tocar un zorro y un hombre es el acercamiento, la bondad, no hay agresión del zorro - era salvaje, y lo hizo genéticamente domesticado".

## Morfología
Los zorros domesticados pueden presentar diferentes colores:
- Rojo
- Plateado (negro)
- Platino
- Variado
- Blanco georgiano